# 埃里库尔站
埃里库尔站，是法国的一个铁路车站，位于法国东北部市镇埃里库尔。

## 位置
埃里库尔站位于埃里库尔市区的东南部，距离市中心大约600米。车站大致呈南北走向，开口朝西。

## 车站概况
埃里库尔站的站房内设有人工售票窗口及自动售票机，并配有一个小型候车室。站外有一个小型露天停车场和一处大客车停靠点。

## 停靠线路
埃里库尔站位于贝桑松—贝尔福铁路线上，以下列车线路在埃里库尔站停靠：
| 埃里库尔站列车线路表   |              |            |        |              |
| 线路                   | 车种         | 上一站     | 下一站 | 大致运行频率 |
| 第戎/贝桑松—贝尔福     | 法国大区列车 | 蒙贝利亚尔 | 贝尔福 | 每天15趟左右 |
| 里昂/隆斯勒索涅—贝尔福 | 法国大区列车 | 蒙贝利亚尔 | 贝尔福 | 每天6趟左右  |
| 蒙贝利亚尔—贝尔福      | 法国大区列车 | 蒙贝利亚尔 | 贝尔福 | 每天6趟左右  |
| 1.                     |              |            |        |              |

## 配套交通

### 城际客运
| 停靠埃里库尔的大巴车 |                                                                        |                    |
| 上下车地点           | 运营单位                                                               | 主要目的地         |
|                      | 上索恩省城际客运 Les Lignes Saônoises                                  | 沃苏勒、吕尔、塔韦 |
| SNCF                 | （当某条铁路线施工或罢工时，SNCF可能会提供途径该线路沿途站点的大巴车） |                    |
| 1. 2. 3. 4.          |                                                                        |                    |

### 市内交通
由于埃里库尔城市较小，因此该市尚无常规公交线路。

## 临近车站
| 埃里库尔站（Gare d'Héricourt） |                  |          |
| 上行车站                       | 线路             | 下行车站 |
| 蒙贝利亚尔站                   | 多勒－贝尔福铁路 | 贝尔福站 |
| - 本表仅显示运营中的线路及车站 |                  |          |